# Internationale Gewässer

Internationale Gewässer (dunkelblau, nicht maßstabsgetreu)

Internationale Gewässer waren seit dem 17. Jahrhundert jene Teile des an die Landfläche angrenzenden Küstenmeers, die nicht mehr zum Hoheitsgebiet eines Küstenstaates zählten. Der Teil der Weltmeere, der außerhalb einer Dreimeilenzone lag (Seemeile, 1852 m), galt als internationales Gewässer.
Mit Art. 3 des Seerechtsübereinkommens der Vereinten Nationen vom 10. Dezember 1982 (SRÜ), dem die Bundesrepublik Deutschland mit Vertragsgesetz vom 2. September 1994 beigetreten ist, wurde die Küstenmeerbreite auf zwölf Seemeilen ausgedehnt.
Nach Art. 86, 89 SRÜ darf kein Staat den Anspruch erheben, Meereszonen jenseits der Ausschließlichen Wirtschaftszone seiner Souveränität zu unterstellen. Jenseits einer 200-Meilen-Zone beginnt die Hohe See, die zwar allen Staaten, ob Küsten- oder Binnenstaaten, offen steht, deren Freiheit aber gemäß den Bedingungen des SRÜ und den sonstigen Regeln des Seevölkerrechts ausgeübt wird.
Das europäische Unionsrecht bezeichnet im Zusammenhang mit der Festlegung von Fangquoten für die Fischerei in Unionsgewässern mit dem Begriff internationale Gewässer „die Gewässer, die außerhalb der staatlichen Hoheit oder Gerichtsbarkeit irgendeines Staats liegen.“